# Cyberkrig
Cyberkrig er brugen af digital konfliktførelse i krigsøjemed, hvor to eller flere nationer har til hensigt at skade hinanden i en militær forstand ved brug af virtuelle angreb på den IT-baserede del af den kritiske infrastruktur. Cyberkrig har ikke en fast definition, og det regnes i dag som en gråzone, og hvorvidt der er tale om krigshandlinger ved de mange forskellige former for adfærd, som finder sted nationer imellem, fremstår uklart.
Hvis en nation eksempelvis hacker sig ind i en anden nations netværk, så vil det almindeligvis ikke udløse krig, hvorfor krigshandlinger i cyberspace ikke nødvendigvis bør sidestilles med egentlige krigshandlinger. Normalt ved krigshandlinger ser man resolutte reaktioner, men da man ikke konkret kan bevise, hvem der står bag et givent hack, og fordi det er ret omstændeligt at bevise noget sådant, så er det svært at begrunde en mistanke. Derfor er krigshandlinger i cyberspace langt mere komplekse at imødegå, da man ikke kan afskrække fremmede aktører for at begå disse krigshandlinger, da de praktisk talt er risikofri. Selv hvis et cyberangreb er beviseligt, så kan det være komplekst at fastsætte omfanget af en gengældelsesaktion med afskrækkende formål.

## Eksempler
Eksempler på cyberkrig:
- Propagandakampagner
- Spionage
- Sabotage

Specielt Rusland har de senere år skabt grobund for populariseringen af begrebet cyberkrig. I 2016 blev der i relation til præsidentvalget, hvor Donald Trump slog Hillary Clinton, spekuleret i om russerne havde været involveret i en propagandakampagne mod Clinton blandt andet ved brug af såkaldte troldefabrikker. I følge Facebook lykkedes det 120 falske russiske facebooksider, at influerer 29 millioner amerikanere direkte, mens den absolutte rækkevidde for disse sider var helt op til 126 millioner amerikanere.
I 2017 blev en meget stor del af den franske præsidentkandidat Emanuel Macrons data lækket dagen inden præsidentvalget, hvor de franske medier er forbudt imod at skrive og bringe nyheder og materiale om valget indtil valgstederne lukker. Det fremstod efter valget ikke klart, hvem der kunne stå bag angrebet, men mange mistænkte Rusland, men det viste sig meget svært at bevise. Macron vandt dog alligevel valget.
Også Kina beskyldes ofte for statsfaciliteret industrispionage, hvilket også siges at være en form for cyberkrig.

### Stuxnet
Stuxnet er en ondsindet malware, der første gang blev opdaget af Kaspersky Lab i 2010.
Det er en udbredt opfattelse, at det var den amerikanske efterretningstjeneste NSA, der i samarbejde med Israel havde udviklet og benyttet sig af malwaren. Det lykkedes Stuxnet-angrebet at inficere Irans atomprogram og gøre stor skade herpå. Efter at Stuxnet havde infiltreret atomprogrammet, ødelagde det en stor mængde centrifuger, der blev brugt til at berige uran, ved at få dem til at spinne hurtigere, end de kunne klare, mens malwaren til andre dele af systemet meldte om, at alt var normalt. Dette gjorde at et stort antal centrifuger måtte udskiftes ofte, hvilket kostede penge og tid for atomprogrammet. Stuxnet blev opdaget, fordi programmet var blevet programmeret til at sprede sig for aggressivt, hvilket betød, at man pludselig fandt den på computere overalt i verden. I den mest aggressive version var der indbygget fire zero-day exploits. Et zero-day exploit er en sårbarhed, der er ukendt for producenten af softwaren, som er indbygget i systemet. Ofte sælges zero-days af den kvalitet, som Stuxnet benyttede sig af, for over 100.000 dollars (en) på det sorte marked (2014-tal).

## Danmarks militære cyberkapacitet
Det siges blandt IT-sikkerhedseksperter, at alle verdens lande i dag har hackerenheder i deres militære kapaciteter. Med start fra marts 2017 har også Danmark fået et hackerakedemi under Forsvarets Efterretningstjeneste, der uddanner både white hat- og black hat-hackere (defensiv hhv. offensiv kapacitet). I Danmark har der historisk været to enheder indenfor cyberkrig, GovCERT og MILCERT, som i 2014 blev lagt sammen til Center for Cybersikkerhed.